# Südostasienspiele (Badminton)
Badminton gehört seit dem Start 1959 zum Programm der Südostasienspiele. Mit Indonesien und Malaysia treffen hier zwei der stärksten Nationen in dieser Sportart aufeinander.

## Die Sieger und Platzierten
| Saison | Einzel                      | Einzel                   | Doppel                                    | Doppel                                          | Mixed                                          | Mannschaft                     | Mannschaft                     |
| Saison | Herreneinzel                | Dameneinzel              | Herrendoppel                              | Damendoppel                                     | Mixed                                          | Herren                         | Damen                          |
| ------ | --------------------------- | ------------------------ | ----------------------------------------- | ----------------------------------------------- | ---------------------------------------------- | ------------------------------ | ------------------------------ |
| 1959   | Thanoo Khadjadbhye          | nicht ausgetragen        | Charoen Wattanasin Kamal Sudthivanich     | nicht ausgetragen                               | nicht ausgetragen                              | nicht ausgetragen              | nicht ausgetragen              |
| 1961   | Channarong Ratanaseangsuang | Tan Gaik Bee             | Ng Boon Bee Tan Yee Khan                  | Sumol Chanklum Pankae Phongarn                  | Raphi Kanchanaraphi Pankae Phongarn            | nicht ausgetragen              | nicht ausgetragen              |
| 1965   | Tan Aik Huang               | Rosalind Singha Ang      | Ng Boon Bee Tan Yee Khan                  | Pratuang Pattabongse Pachara Pattabongse        | Ng Boon Bee Teoh Siew Yong                     | Malaysia                       | Thailand                       |
| 1967   | Sangob Rattanusorn          | Thongkam Kingmanee       | Ng Boon Bee Tan Yee Khan                  | Rosalind Singha Ang Teoh Siew Yong              | Chirasak Champakao Sumol Chanklum              | nicht ausgetragen              | nicht ausgetragen              |
| 1969   | Punch Gunalan               | Sylvia Ng                | Punch Gunalan Yew Cheng Hoe               | Rosalind Singha Ang Teoh Siew Yong              | Ng Boon Bee Rosalind Singha Ang                | nicht ausgetragen              | nicht ausgetragen              |
| 1971   | Tan Aik Huang               | Rosalind Singha Ang      | Ng Boon Bee Punch Gunalan                 | Thongkam Kingmanee Pachara Pattabongse          | Ng Tat Wai Teh Mei Ling                        | Malaysia                       | Thailand                       |
| 1973   | Punch Gunalan               | Sylvia Ng                | Sangob Rattanusorn Bandid Jaiyen          | Sylvia Ng Rosalind Singha Ang                   | Chirasak Champakao Pachara Pattabongse         | Thailand                       | Malaysia                       |
| 1975   | Bandid Jaiyen               | Sylvia Ng                | Pornchai Sakuntaniyom Preecha Sopajaree   | Rosalind Singha Ang Sylvia Ng                   | Soong Chok Soon Rosalind Singha Ang            | Thailand                       | Malaysia                       |
| 1977   | Liem Swie King              | Sylvia Ng                | Tjun Tjun Johan Wahjudi                   | Theresia Widiastuti Regina Masli                | Christian Hadinata Regina Masli                | Indonesien                     | Indonesien                     |
| 1979   | Hastomo Arbi                | Ivanna Lie               | Bandid Jaiyen Preecha Sopajaree           | Verawaty Imelda Wiguna                          | Christian Hadinata Imelda Wiguna               | Indonesien                     | Indonesien                     |
| 1981   | Liem Swie King              | Verawaty                 | Hariamanto Kartono Rudy Heryanto          | Verawaty Ruth Damayanti                         | Rudy Heryanto Imelda Wiguna                    | Indonesien                     | Indonesien                     |
| 1983   | Wong Shoon Keat             | Ivanna Lie               | Bobby Ertanto Christian Hadinata          | Ruth Damayanti Maria Fransisca                  | Christian Hadinata Ivanna Lie                  | Indonesien                     | Indonesien                     |
| 1985   | Icuk Sugiarto               | Elizabeth Latief         | Razif Sidek Jalani Sidek                  | Rosiana Tendean Imelda Wiguna                   | Christian Hadinata Imelda Wiguna               | Indonesien                     | Indonesien                     |
| 1987   | Icuk Sugiarto               | Elizabeth Latief         | Liem Swie King Eddy Hartono               | Verawaty Rosiana Tendean                        | Eddy Hartono Verawaty                          | Indonesien                     | Indonesien                     |
| 1989   | Icuk Sugiarto               | Susi Susanti             | Eddy Hartono Rudy Gunawan                 | Erma Sulistianingsih Rosiana Tendean            | Eddy Hartono Verawaty                          | Malaysia                       | Indonesien                     |
| 1991   | Ardy Wiranata               | Susi Susanti             | Eddy Hartono Rudy Gunawan                 | Erma Sulistianingsih Rosiana Tendean            | Ricky Subagja Rosiana Tendean                  | Malaysia                       | Indonesien                     |
| 1993   | Joko Suprianto              | Sarwendah Kusumawardhani | Cheah Soon Kit Soo Beng Kiang             | Finarsih Lili Tampi                             | Rudy Gunawan Eliza Nathanael                   | Indonesien                     | Indonesien                     |
| 1995   | Joko Suprianto              | Susi Susanti             | Cheah Soon Kit Yap Kim Hock               | Finarsih Lili Tampi                             | Tri Kusharyanto Minarti Timur                  | Indonesien                     | Indonesien                     |
| 1997   | Heryanto Arbi               | Mia Audina               | Candra Wijaya Sigit Budiarto              | Eliza Nathanael Zelin Resiana                   | Candra Wijaya Eliza Nathanael                  | Indonesien                     | Indonesien                     |
| 1999   | Taufik Hidayat              | Cindana Hartono          | Pramote Teerawiwatana Tesana Panvisavas   | Cynthia Tuwankotta Eti Tantra                   | Chew Choon Eng Chor Hooi Yee                   | Indonesien                     | Indonesien                     |
| 2001   | Roslin Hashim               | Sujitra Ekmongkolpaisarn | Candra Wijaya Sigit Budiarto              | Deyana Lomban Vita Marissa                      | Nova Widianto Vita Marissa                     | Malaysia                       | Indonesien                     |
| 2003   | Sony Dwi Kuncoro            | Wong Mew Choo            | Choong Tan Fook Lee Wan Wah               | Jo Novita Lita Nurlita                          | Sudket Prapakamol Saralee Thungthongkam        | Indonesien                     | Singapur                       |
| 2005   | Sony Dwi Kuncoro            | Adriyanti Firdasari      | Markis Kido Hendra Setiawan               | Wong Pei Tty Chin Eei Hui                       | Nova Widianto Liliyana Natsir                  | Malaysia                       | Thailand                       |
| 2007   | Taufik Hidayat              | Maria Kristin Yulianti   | Markis Kido Hendra Setiawan               | Liliyana Natsir Vita Marissa                    | Flandy Limpele Vita Marissa                    | Indonesien                     | Indonesien                     |
| 2009   | Simon Santoso               | Salakjit Ponsana         | Markis Kido Hendra Setiawan               | Wong Pei Tty Chin Eei Hui                       | Nova Widianto Liliyana Natsir                  | Indonesien                     | Malaysia                       |
| 2011   | Simon Santoso               | Fu Mingtian              | Mohammad Ahsan Bona Septano               | Nitya Krishinda Maheswari Anneke Feinya Agustin | Tontowi Ahmad Liliyana Natsir                  | Indonesien                     | Thailand                       |
| 2013   | Tanongsak Saensomboonsuk    | Bellaetrix Manuputty     | Angga Pratama Rian Agung Saputro          | Vivian Hoo Kah Mun Woon Khe Wei                 | Muhammad Rizal Debby Susanto                   | nicht ausgetragen              | nicht ausgetragen              |
| 2015   | Chong Wei Feng              | Busanan Ongbumrungpan    | Angga Pratama Ricky Karanda Suwardi       | Amelia Alicia Anscelly Soong Fie Cho            | Praveen Jordan Debby Susanto                   | Indonesien                     | Thailand                       |
| 2017   | Jonatan Christie            | Goh Jin Wei              | Dechapol Puavaranukroh Kittinupong Kedren | Jongkolphan Kititharakul Rawinda Prajongjai     | Dechapol Puavaranukroh Sapsiree Taerattanachai | Indonesien                     | Thailand                       |
| 2019   | Lee Zii Jia                 | Kisona Selvaduray        | Aaron Chia Soh Wooi Yik                   | Greysia Polii Apriyani Rahayu                   | Praveen Jordan Melati Daeva Oktavianti         | Indonesien                     | Thailand                       |
| 2021   | Kunlavut Vitidsarn          | Pornpawee Chochuwong     | Leo Rolly Carnando Daniel Marthin         | Apriyani Rahayu Siti Fadia Silva Ramadhanti     | Chen Tang Jie Peck Yen Wei                     | Thailand                       | Thailand                       |
| 2023   | Christian Adinata           | Supanida Katethong       | Pramudya Kusumawardana Yeremia Rambitan   | Febriana Dwipuji Kusuma Amallia Cahaya Pratiwi  | Rehan Naufal Kusharjanto Lisa Ayu Kusumawati   | Kambodscha Indonesien Thailand | Kambodscha Indonesien Thailand |